# Јијанг
Јијанг (益阳) град је Кини у покрајини Хунан. Према процени из 2009. у граду је живело 201.121 становника.

## Становништво
Према процени, у граду је 2009. живело 201.121 становника.
| 1990.   | 2000. | 2009.   |
| ------- | ----- | ------- |
| 188.110 | …     | 201.121 |